# Aubigny (Vendée)
Aubigny is een plaats en voormalige gemeente in Frankrijk in het departement Vendée in de regio Pays de la Loire. Aubigny is op 1 januari 2016 gefuseerd met de gemeente Les Clouzeaux tot de gemeente Aubigny-Les Clouzeaux.

## Geografie
De onderstaande kaart toont de ligging van Aubigny (Vendée) met de belangrijkste infrastructuur en aangrenzende gemeenten.

## Demografie
Onderstaande figuur toont het verloop van het inwonertal.